# بزیل پچیت
بزیل پچیت (به انگلیسی: Basil Patchitt) بازیکن فوتبال زادهٔ ۱۲ اوت ۱۹۰۰ اهل کشور انگلستان که سابقهٔ بازی در تیم ملی فوتبال انگلستان را در کارنامهٔ خود دارد. وی در تاریخ ۲۱ مه ۱۹۲۳ نخستین بازی ملی خود را در مقابل تیم ملی فوتبال سوئد انجام داد و با حضور در ۲ بازی ملی، در تاریخ ۲۴ مه ۱۹۲۳ واپسین بازی ملی‌اش را در برابر تیم ملی فوتبال سوئد برگزار کرد.